# Persian Gulf Pro League
Persian Gulf Pro League (persiska: لیگ برتر خلیج فارس) är sedan 2006 det officiella namnet på den högsta fotbollsdivisionen i Iran. Den bildades 2001 under namnet Iran Pro League (persiska: لیگ برتر ایران), eller IPL, som Irans första professionella liga för klubblag.
Ligan består 2021/22 av 16 lag och spelas i en serie där alla möter alla hemma och borta. Nedflyttning sker av de två sist placerade lagen till Azadegan League, som ersätts av de två bäst placerade lagen i denna liga.

## Namnet
När ligan bildades namngavs den till Iran Pro League (persiska: لیگ برتر ایران), ofta förkortat IPL. 2006 beslutades dock att ligan skulle döpas om till det nya namnet Persian Gulf Pro League (persiska: لیگ برتر خلیج فارس). Detta namn ogillades av ett antal arabländer på grund av namntvisten om Persiska viken, och bland annat AFC använder fortfarande det ursprungliga namnet, eller förkortningen IPL, i all sin kommunikation.
Ligan och förbundet har anammat ett officiellt engelskt namn, vilket de använder i internationella sammanhang och i ligans logotyp.

## Historia
Efter islamiska revolutionen upphörde det nationella seriespelet i flera år. Först 1991 bildades återigen en nationell serie för klubblag, Azadegan League (persiska: ليگ آزادگان). Under det första året spelades ligan som en gemensam serie med 12 lag, därefter växlade ligan under några år mellan en och två serier med totalt 14–24 lag. Från säsongen 1995/96 till säsongen 2000/01 spelades ligan som en gemensam serie med 12–16 lag.
Under 2001 bildades den iranska proffsligan, IPL. Tanken var att en professionell liga skulle vara gynnsam för utvecklingen av fotbollen i landet. Azadegan League blev då andra nivå i seriesystemet, med uppflyttning till, och nedflyttning från, IPL.

## Vinnare sedan 2001/02
| Iranska proffsligan i fotboll 2001–2022 | Iranska proffsligan i fotboll 2001–2022    | Iranska proffsligan i fotboll 2001–2022 | Iranska proffsligan i fotboll 2001–2022 | Iranska proffsligan i fotboll 2001–2022 | Iranska proffsligan i fotboll 2001–2022 | Iranska proffsligan i fotboll 2001–2022 |
| Säsong                                  | Seriens namn                               | Lag                                     | Mästare                                 | Tvåa                                    | Trea                                    | Källa                                   |
| --------------------------------------- | ------------------------------------------ | --------------------------------------- | --------------------------------------- | --------------------------------------- | --------------------------------------- | --------------------------------------- |
| 2001/02                                 | Iran Pro League لیگ برتر ایران             | 14                                      | Piroozi                                 | Esteghlal                               | Foolad                                  | [ 4 ]                                   |
| 2002/03                                 | Iran Pro League لیگ برتر ایران             | 14                                      | Sepahan                                 | Pas                                     | Persepolis                              | [ 5 ]                                   |
| 2003/04                                 | Iran Pro League لیگ برتر ایران             | 14                                      | Pas                                     | Esteghlal                               | Foolad                                  | [ 6 ]                                   |
| 2004/05                                 | Iran Pro League لیگ برتر ایران             | 16                                      | Foolad                                  | Zob Ahan                                | Esteghlal                               | [ 7 ]                                   |
| 2005/06                                 | Iran Pro League لیگ برتر ایران             | 16                                      | Esteghlal                               | Pas                                     | Saipa                                   | [ 8 ]                                   |
| 2006/07                                 | Persian Gulf Pro League لیگ برتر خلیج فارس | 16                                      | Saipa                                   | Esteghlal Ahvaz                         | Persepolis                              | [ 9 ]                                   |
| 2007/08                                 | Persian Gulf Pro League لیگ برتر خلیج فارس | 18                                      | Persepolis                              | Sepahan                                 | Saba Battery                            | [ 10 ]                                  |
| 2008/09                                 | Persian Gulf Pro League لیگ برتر خلیج فارس | 18                                      | Esteghlal                               | Zob Ahan                                | Mes Kerman                              | [ 11 ]                                  |
| 2009/10                                 | Persian Gulf Pro League لیگ برتر خلیج فارس | 18                                      | Sepahan                                 | Zob Ahan                                | Esteghlal                               | [ 12 ]                                  |
| 2010/11                                 | Persian Gulf Pro League لیگ برتر خلیج فارس | 18                                      | Sepahan                                 | Esteghlal                               | Zob Ahan                                | [ 13 ]                                  |
| 2011/12                                 | Persian Gulf Pro League لیگ برتر خلیج فارس | 18                                      | Sepahan                                 | Traktor Sazi                            | Esteghlal                               | [ 14 ]                                  |
| 2012/13                                 | Persian Gulf Pro League لیگ برتر خلیج فارس | 18                                      | Esteghlal                               | Traktor Sazi                            | Sepahan                                 | [ 15 ]                                  |
| 2013/14                                 | Persian Gulf Pro League لیگ برتر خلیج فارس | 16                                      | Foolad Khuzestan                        | Persepolis                              | Naft                                    | [ 16 ]                                  |
| 2014/15                                 | Persian Gulf Pro League لیگ برتر خلیج فارس | 16                                      | Sepahan                                 | Traktor Sazi                            | Naft                                    | [ 17 ]                                  |
| 2015/16                                 | Persian Gulf Pro League لیگ برتر خلیج فارس | 16                                      | Esteghlal Khuzestan                     | Persepolis                              | Esteghlal                               | [ 18 ]                                  |
| 2016/17                                 | Persian Gulf Pro League لیگ برتر خلیج فارس | 16                                      | Persepolis                              | Esteghlal                               | Traktor Sazi                            | [ 19 ]                                  |
| 2017/18                                 | Persian Gulf Pro League لیگ برتر خلیج فارس | 16                                      | Persepolis                              | Zob Ahan                                | Esteghlal                               | [ 20 ]                                  |
| 2018/19                                 | Persian Gulf Pro League لیگ برتر خلیج فارس | 16                                      | Persepolis                              | Sepahan                                 | Esteghlal                               | [ 21 ]                                  |
| 2019/20                                 | Persian Gulf Pro League لیگ برتر خلیج فارس | 16                                      | Persepolis                              | Esteghlal                               | Foolad Khuzestan                        | [ 22 ]                                  |
| 2020/21                                 | Persian Gulf Pro League لیگ برتر خلیج فارس | 16                                      | Persepolis                              | Sepahan                                 | Esteghlal                               | [ 23 ]                                  |
| 2021/22                                 | Persian Gulf Pro League لیگ برتر خلیج فارس | 16                                      | Esteghlal                               |                                         |                                         | [ 24 ]                                  |